# Białobłoty (województwo wielkopolskie)
Białobłoty (dawniej: Holendry Białobłoty) – wieś w Polsce położona w województwie wielkopolskim, w powiecie pleszewskim, w gminie Gizałki, położona ok. 40 km na północ od Ostrowa Wielkopolskiego, przy drodze wojewódzkiej nr 443 Jarocin – Konin.

## Historia
Wieś została założona przez starostę Franciszka Stadnickiego 5 maja 1787. Była to kolonizacja olęderska, głównie niemiecka. Koloniści otrzymali ziemię na terenach leśnych (do karczowania) i bagiennych (do osuszania). Nazwa wsi pochodzi zresztą od jasnych piasków, które występują w tym rejonie, a po deszczu tworzą rodzaj białawego błota.
Od września 1944 do stycznia 1945, na zachód od wsi, prowadziły działalność zrzucone na tyły frontu polsko-radzieckie grupy zwiadowcze pod dowództwem Owidiusza Gorczakowa, Sergiusza Iljaszewicza i Mikołaja Kozubowskiego. Współpracowały one z lokalną polską ludnością. W maju 1987 odsłonięto przed szkołą w Białobłotach pomnik w formie głazu pamiątkowego, upamiętniający te wydarzenia.
W latach 1954–1971 wieś należała i była siedzibą władz gromady Białobłoty, po jej zniesieniu w gromadzie Gizałki. W latach 1975–1998 miejscowość administracyjnie należała do województwa kaliskiego.

## Zabytki
We wsi zachowały się pozostałości zrujnowanego cmentarza ewangelickiego.